# Буща (Ровненский район)
Бу́ща (укр. Буща) — село в Мизочской поселковой общине Ровненского района Ровненской области Украины.
До 2020 года входило в Здолбуновский район.
Население по переписи 2001 года составляло 982 человека. Почтовый индекс — 35753. Телефонный код — 3652. Код КОАТУУ — 5622681201.